# Boris Kobe
Boris Kobe (Liubliana, 9 de outubro de 1905 – 3 de maio de 1981) for um arquiteto, pintor e designer esloveno.

## Biografia
Nascido em Liubliana em 1905, Boris Kobe estudou arte no departamento de arquitetura no que era, à época, a Faculdade Técnica da Universidade de Ljubljana, com Jože Plečnik e graduou-se em 1929. No início da década de 40, ele arrumou a área à volta da lagoa de Tivoli e o playground próximo. Durante a Segunda Guerra Mundial ele foi aprisionado no campo de concentração de Allach. Após a guerra, trabalhou como arquiteto, pintor e designer em Liubliana.[carece de fontes?]
Kobe faleceu em 3 de maio de 1981.[carece de fontes?]

## Prêmios
Dentre os prêmios recebidos por Kobe, podemos destacar o Prêmio Prešeren em 1977, por seus trabalhos de arquitetura, pintura e design e o  Prêmio Levstik por suas ilustrações para o livro Visoška kronika (Crônicas de Visoko) de Ivan Tavčar, em 1952.